# Tomo Vukšić
Tomo Vukšić (Studenci, 9 gennaio 1954) è un arcivescovo cattolico bosniaco, dal 29 gennaio 2022 arcivescovo metropolita di Sarajevo.

## Biografia

### Formazione
Tomo Vukšić è nato il 9 gennaio 1954 a Studenci, Cantone dell'Erzegovina Occidentale e diocesi di Mostar-Duvno, nell'allora Repubblica Socialista di Bosnia ed Erzegovina. Dopo aver frequentato le scuole primarie nella città natale, dal 1961 al 1965, si è spostato nella vicina Ljubuški, continuando gli studi fino al 1969. In quell'anno, si è trasferito a Zagabria, in Croazia, per frequentare il liceo, diplomandosi nel 1973.
Sentendo maturare la propria vocazione al sacerdozio, si è iscritto presso il Seminario teologico ed il Collegio teologico di Sarajevo, poi confluiti nella Facoltà di teologia cattolica dell'Università di Sarajevo; dal 1977 al 1978 ha prestato il servizio militare obbligatorio a Subotica e Zrenjanin. È stato ordinato diacono il 3 dicembre 1979, da monsignor Marko Jozinović, arcivescovo metropolita di Sarajevo. Ha ricevuto l'ordinazione sacerdotale il 29 giugno 1980, ventiseienne, nella natia Studenci, per imposizione delle mani di monsignor Petar Čule, vescovo di Mostar-Duvno; si è incardinato come presbitero della medesima diocesi.

### Ministero sacerdotale
Poco dopo l'ordinazione, ha ricevuto il primo incarico pastorale, come vicario parrocchiale della cattedrale di Santa Maria Madre della Chiesa a Mostar, appena completata; al contempo, ha iniziato a cooperare con il mensile diocesano di nuova fondazione, Crkva na kamenu, svolgendo entrambi gli incarichi fino al 1982.
In quell'anno, il suo vescovo, monsignor Pavao Žanić, lo ha inviato a Roma per un soggiorno di studi, come vincitore di una borsa di studio della Congregazione per l'evangelizzazione dei popoli, risiedendo presso il Pontificio Collegio Missionario San Paolo Apostolo. Nel 1984 ha conseguito la licenza di Teologia ecumenica presso il Pontificio Istituto Orientale, con una tesi dal titolo "Differenze tra Oriente ortodosso e Occidente cattolico dal punto di vista dei Balcani (1896-1902)"; in seguito, ha frequentato per un biennio presso la Pontificia Università Urbaniana, ottenendo la licenza in diritto canonico nel 1986, con la tesi "Communicatio in sacris" (comunione in preghiere e sacramenti) nella nuova legislazione canonica".
Tornato in patria, è divenuto segretario personale di monsignor Žanić, rimanendo di diocesi fino al 1988. In detto anno, tornò nuovamente nella Città eterna, risiedendo stavolta nel Pontificio Collegio Croato di San Girolamo; qui, nel 1991 ha ottenuto il dottorato di ricerca al Pontificio Istituto Orientale, con una testi intitolata "Relazioni tra ortodossi e cattolici in Bosnia ed Erzegovina dal 1878 al 1903. Studio teologico e storico".
Di nuovo in Bosnia ed Erzegovina, fino al 1994 è stato a capo dell'Istituto Teologico di Mostar, e poi docente all'Istituto Teologico di Dubrovnik dal 1992 al 1997. Nel 1993 è divenuto vice-direttore del Seminario maggiore di Sarajevo, ruolo svolto fino al 1998, svolgendo anche l'incarico di vicario giudiziale di Mostar-Duvno dal 1995 al 2009. Altri importanti ruoli svolti da padre Vukšić sono stati quello di direttore dell'agenzia di stampa cattolica della Conferenza episcopale di Bosnia ed Erzegovina, tra il 1998 e il 2005, e quello di membro della Commissione mista per l'attuazione dell'accordo di base tra la Santa Sede e la Bosnia ed Erzegovina nel 2010. Dal 2005 ha insegnato presso la Facoltà di teologia cattolica dell'Università di Zagabria. Nel 2009 è divenuto vicario generale di Mostar-Duvno.

### Ministero episcopale

#### Ordinario militare

Stemma da ordinario militare per la Bosnia ed Erzegovina

Il 1º febbraio 2011, con la promulgazione della costituzione apostolica Magni aestimamus e in attuazione del trattato tra Santa Sede e governo bosniaco, papa Benedetto XVI ha eretto l'ordinariato militare in Bosnia ed Erzegovina; contestualmente, ha nominato come primo ordinario militare il cinquantasettenne padre Vukšić. Come motto episcopale, il neo vescovo ha scelto Mir vam svoj dajem, che tradotto significa "Vi do la mia pace" (Gv 14, 27).
In un'intervista, poco dopo la nomina, egli ha affermato: "Non percepisco ciò come una "croce", ma solo come una nuova forma, cioè la continuazione del servizio sacerdotale con il popolo in un modo nuovo, questa volta in particolare con i fedeli cattolici nelle Forze armate". In merito alle proprie intenzioni, ha continuato affermando che il suo primo passo consisterà in una serie di visite a ciascun sacerdote che lavora nella pastorale militare, per pregare e meglio conoscere questa nuova realtà.
Ha ricevuto la consacrazione episcopale il 2 aprile seguente, presso la cattedrale di Santa Maria Madre della Chiesa a Mostar, per imposizione delle mani del cardinale Vinko Puljić, arcivescovo metropolita di Sarajevo, assistito dai co-consacranti monsignori Ratko Perić, vescovo di Mostar-Duvno, e Franjo Komarica, vescovo di Banja Luka. Alla solenne cerimonia hanno preso parte ben 25 vescovi, oltre 250 sacerdoti provenienti da Bosnia ed Erzegovina, Croazia, Serbia, Montenegro, Macedonia e Austria, una delegazione di dieci membri della Chiesa ortodossa serba, e naturalmente numerosi fedeli. Nel suo discorso, il vescovo Vukšić ha affermato il proprio desiderio che tutto fosse per la gloria di Dio, al servizio del bene di tutte le persone e per il beneficio spirituale dei fedeli.
Il 27 ottobre 2012, papa Ratzinger lo ha nominato membro del Pontificio consiglio per il dialogo interreligioso, presieduto dal cardinale Jean-Louis Tauran, per un mandato rinnovabile di un quinquennio. Dal 13 al 15 marzo 2015, ha preso parte all'Incontro dei presidenti delle Commissioni dottrinali delle Conferenze episcopali europee a Esztergom. Il 16 marzo seguente, assieme ad altri membri dell'episcopato bosniaco, si è recato in Vaticano per la visita ad limina apostolorum, incontrando papa Francesco per discutere riguardo alla situazione e ai problemi relativi all'ordinariato militare. Eletto a questo incarico dalla Conferenza episcopale di Bosnia ed Erzegovina il precedente 31 gennaio, ha partecipato alla XIV Assemblea generale ordinaria del Sinodo dei vescovi, con tema La vocazione e la missione della famiglia nella Chiesa e nel mondo contemporaneo, tenutasi dal 4 al 25 ottobre 2015 presso la Città del Vaticano.
In ambito della Conferenza Episcopale di Bosnia ed Erzegovina, il 20 marzo 2015 è stato eletto vicepresidente, mentre la presidenza è stata assegnata per la terza volta al cardinale Puljić, durante la stessa assemblea.

#### Coadiutore, poi arcivescovo di Sarajevo
Il 22 gennaio 2020, papa Francesco lo ha nominato arcivescovo coadiutore di Sarajevo rimanendo amministratore apostolico dell'ordinariato militare fino alla nomina di un successore.
Il 26 febbraio seguente ha incontrato il Pontefice che, secondo quanto raccontato da lui stesso, lo ha salutato con le parole "Sono contento di rivederti!", e continuando ha detto che "Non è una situazione facile per te e la Chiesa, stai facendo tutto il possibile per fermare la partenza dei croati", riferendosi al processo di scristianizzazione del Paese.
La sua nomina si inserisce nel difficile contesto della Pandemia di COVID-19 del 2019-2021; assieme al cardinale Puljić, ha pubblicato un messaggio indirizzato a sacerdoti e fedeli, dichiarando di essere comunque spiritualmente connessi con la popolazione e ribadendo l'importanza di seguire le direttive dei medici e del governo in merito al virus. In un altro comunicato, sempre il porporato e il suo coadiutore hanno reso note le linee guida per svolgere i riti della Settimana santa del 2020, che includono l'assenza di fedeli per evitare assembramenti pericolosi, come già approvato dalla Congregazione per il culto divino e la disciplina dei sacramenti il 25 marzo precedente.
Il 29 gennaio 2022 è diventato arcivescovo metropolita di Sarajevo, succedendo per coadiutoria al cardinale Vinko Puljić, dimessosi per raggiunti limiti d'età.
Dal 22 marzo successivo è presidente della Conferenza episcopale di Bosnia ed Erzegovina.
Oltre alla lingua natia, monsignor Vukšić parla fluentemente italiano, tedesco e francese. È autore di numerose e rispettate pubblicazioni di teologia, diritto canonico, storia della Chiesa e questioni contemporanee.

## Genealogia episcopale e successione apostolica
La genealogia episcopale è:
- Cardinale Scipione Rebiba
- Cardinale Giulio Antonio Santori
- Cardinale Girolamo Bernerio, O.P.
- Arcivescovo Galeazzo Sanvitale
- Cardinale Ludovico Ludovisi
- Cardinale Luigi Caetani
- Cardinale Ulderico Carpegna
- Cardinale Paluzzo Paluzzi Altieri degli Albertoni
- Papa Benedetto XIII
- Papa Benedetto XIV
- Papa Clemente XIII
- Cardinale Enrico Benedetto Stuart
- Papa Leone XII
- Cardinale Chiarissimo Falconieri Mellini
- Cardinale Camillo Di Pietro
- Cardinale Mieczysław Halka Ledóchowski
- Cardinale Jan Maurycy Paweł Puzyna de Kosielsko
- Arcivescovo Józef Bilczewski
- Arcivescovo Bolesław Twardowski
- Arcivescovo Eugeniusz Baziak
- Papa Giovanni Paolo II
- Cardinale Vinko Puljić
- Arcivescovo Tomo Vukšić

La successione apostolica è:
- Vescovo Željko Majić (2024)